# 刘军 (1962年)
刘军（1962年12月—），山东文登人，汉族，中国共产党党员。中华人民共和国政治人物、第十三届全国人民代表大会湖南省代表。

## 生平
2018年，刘军被选为湖南省出席第十三届全国人民代表大会代表。